# Старая Уча
Старая Уча — деревня в Кукморском районе Татарстана. Входит в состав Нижнерусского сельского поселения.

## География
Находится в северо-западной части Татарстана на расстоянии приблизительно 17 км на юг-юго-восток по прямой от районного центра города Кукмор у речки Уча.

## История
Основана в конце XVII века, в XVIII веке рядом с деревней работал медный рудник.

## Население
Постоянных жителей было: в 1782 году — 48 душ мужского пола, в 1859—296, в 1897—536, в 1908—559, в 1920—622, в 1926—631, в 1949—480, в 1958—409, в 1970—492, в 1979—414, в 1989—278, 279 в 2002 году (удмурты 98 %), 239 в 2010.